# Leonard Cadăr
Leonard Cadăr (n. 1 iulie 1965, Barticești, Județul Neamț) este un fost senator român de religie romano-catolică, ales în 2012.